# Krumbach (Vorarlberg)
Krumbach település Ausztria legnyugatibb tartományának, Vorarlbergnek a Bregenzi járásában található. Területe 8,71 km², lakosainak száma 978 fő, népsűrűsége pedig 112 fő/km² (2014. október 31-én). A település 732 méteres tengerszint feletti magasságban helyezkedik el.

## Fordítás
- Ez a szócikk részben vagy egészben  a   Krumbach, Vorarlberg című angol Wikipédia-szócikk ezen változatának fordításán alapul.  Az eredeti cikk szerkesztőit annak laptörténete sorolja fel. Ez a jelzés csupán a megfogalmazás eredetét és a szerzői jogokat jelzi, nem szolgál a cikkben szereplő információk forrásmegjelöléseként.